# Костино (Хакасия)
Ко́стино — деревня на севере Орджоникидзевского района Хакасии на границе с Шарыповским районом Красноярского края.

## История
Населенный пункт образован в 1800 (приблизительно). В XX веке деревня относилась к Ужурскому, затем к Шарыповскому районам Красноярского края, а позднее — к Орджоникидзевскому району Республики Хакасия.

## Население
| 2002 | 2010 |
| ---- | ---- |
| 167  | ↘100 |

Число хозяйств — 74, население — 243 чел (01.01.2004).